# Gompa
Gompa (tyb.: དགོན༌པ༌, Wylie: dgon-pa, ZWPY: gönba; wyraz pokrewny sanskryckiemu gumpa – jaskinia) – tybetańskie określenie buddyjskiej świątyni wewnątrz klasztoru lub poza nim, będącej jednocześnie ośrodkiem studiów i miejscem, w którym odprawiane są wspólne religijne ceremonie, bądź indywidualne praktyki.

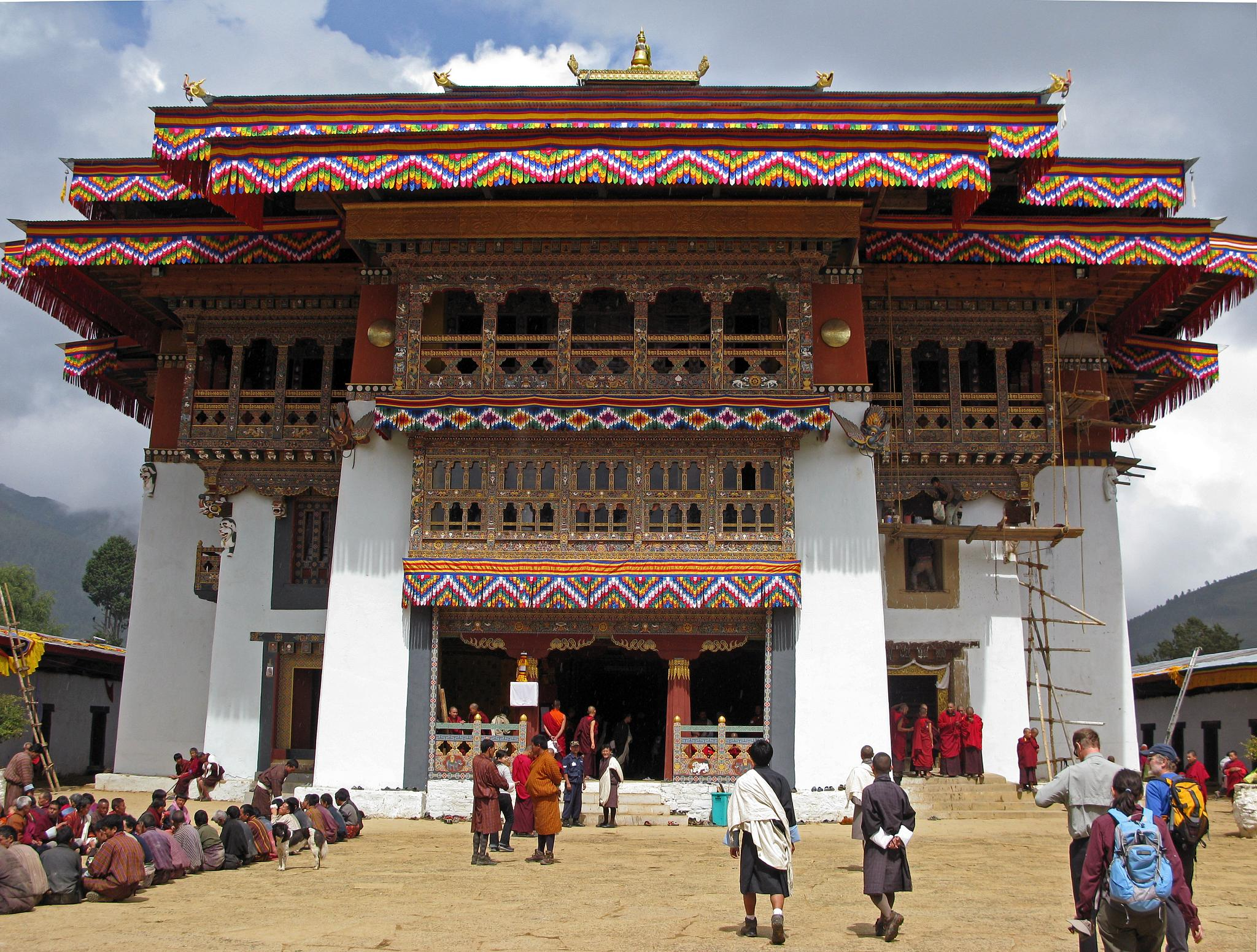
Elewacja frontowa gompy klasztoru Gangteng w Bhutanie, zwanej Gompą Gangteng (Wylie: sgang steng dgon pa)
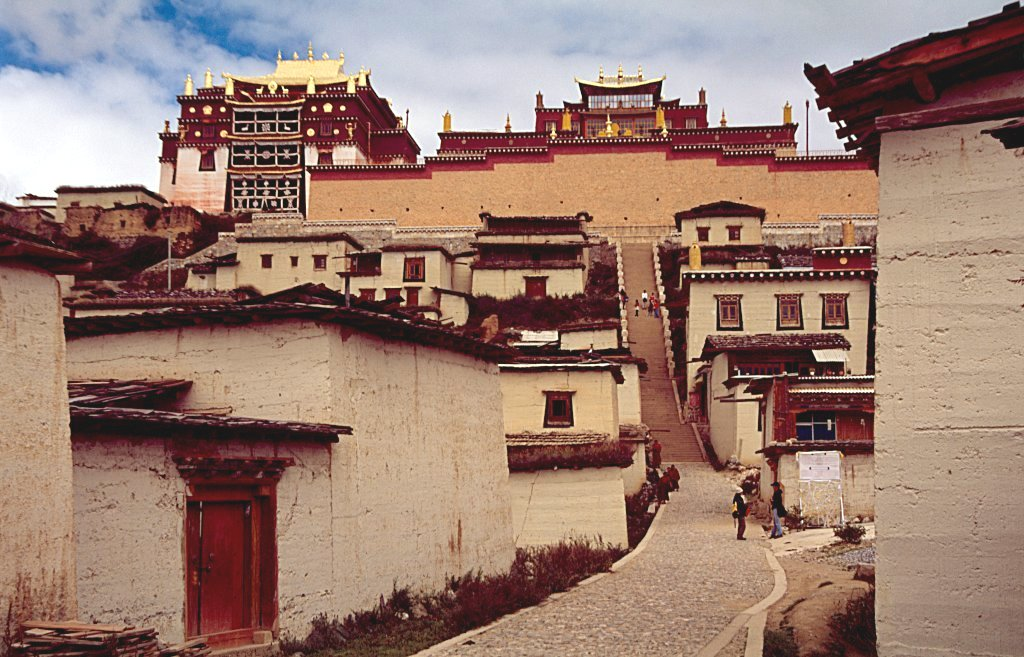
Gompa Zhongdian w prowincji Junnan (Chiny)
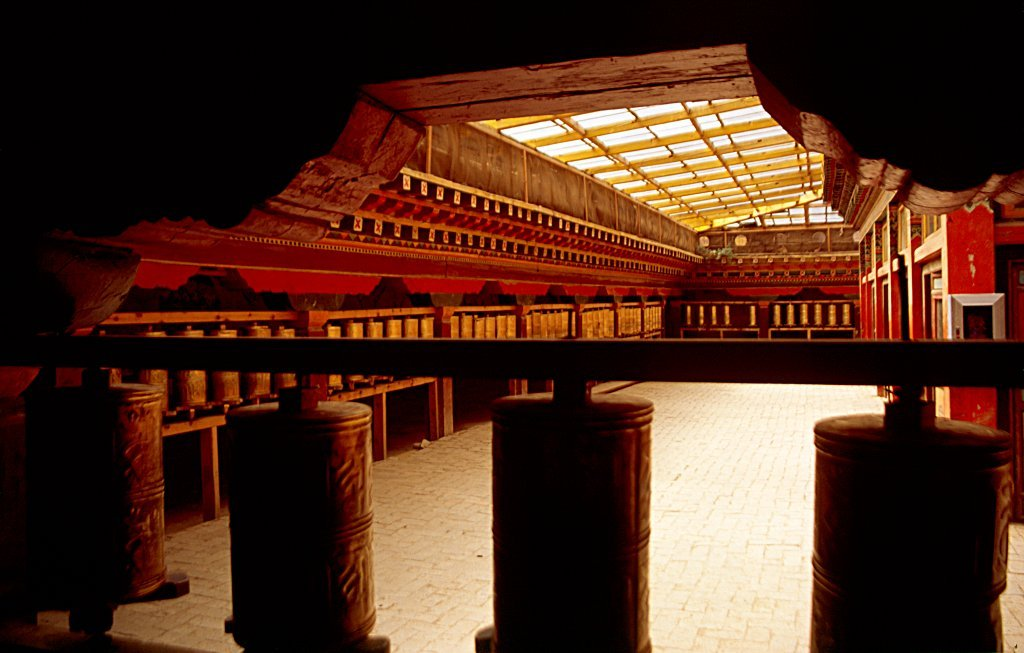
Wnętrze Gompy Zhongdian. Wzdłuż ścian widać młynki modlitewne
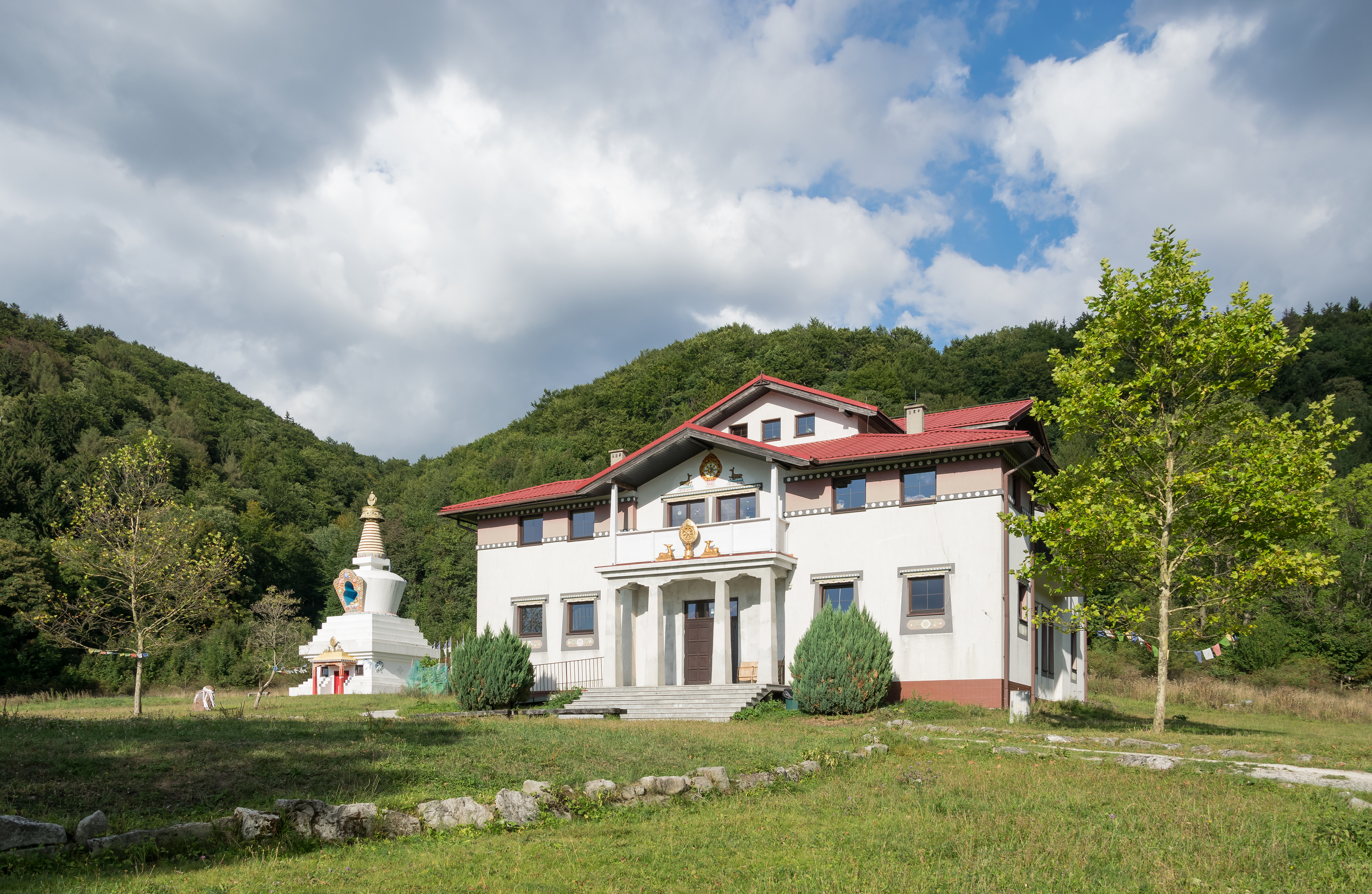
Gompa Drophan Ling w Darnkowie (dolnośląskie).